# Ciel ! mon Pinard
Ciel ! mon Pinard est une émission de télévision culinaire québécoise en 52 épisodes de 45 minutes diffusée entre le 11 septembre 1998 et le 31 mars 2000 à Télé-Québec, animée par Daniel Pinard, secondé par Josée di Stasio.
L'émission se distinguait des autres de son genre par son style décontracté et chaleureux. Elle a servi de tremplin à di Stasio, qui lança sa propre émission de cuisine, À la di Stasio, après le départ de Pinard. Le titre est tiré d'un jeu de mots avec la célèbre réplique « Ciel, mon mari ! » de Georges Feydeau.

## Épisodes

### Première saison (1998-1999)
1. Josée di Stasio nous entretient sur l'ail et ce qu'on peut faire avec… Puis, on rencontre James MacGuire, l'initiateur des micro-boulangeries au Québec, au Passe-Partout. Le critique gastronomique Robert Beauchemin accompagne Daniel Pinard. On parle levain, levure et farine. Et le pain est servi sur une soupe de poissons.
2. Daniel Pinard visite Lucille Giroux, fromagère à La Moutonnière de Ste-Hélène de Chester, et son feta de brebis. Robert Beauchemin décrit les différences entre les variétés d'huiles d'olive que l'on trouve facilement chez nous. En cuisine, Marie-Hélène Roy nous fait découvrir un instrument: la mandoline à légumes.
3. Robert Beauchemin sélectionne parmesan et râpe à la Baia dei formaggi dans le quartier italien. Dans la cuisine, Josée di Stasio prépare une sauce tomate moins chère qu'une sauce commerciale. Puis, Daniel remplace les pâtes par la courge et explique comment réussir les aubergines à la mozzarella.
4. On retrouve Daniel Pinard dans le verger de Michel Jodoin à Rougemont. De retour à la maison, Daniel nous propose une compote de pommes. Et Josée Blanchette discute des vertus thérapeutiques de la pomme.
5. Daniel Pinard reçoit Madame Pinsonneault, maraîchère au marché Atwater, qui présente diverses variétés de légumes. Robert Beauchemin et Josée di Stasio confectionnent une purée à l'huile plutôt qu'au beurre. Conservation et instruments: du pilon au batteur électrique en passant par le chinois.
6. Au Caffé Italia, Robert Beauchemin et Daniel Pinard dégustent diverses variétés de café. Puis, au Café Lino, le propriétaire nous montre des cafetières. Dans sa cuisine, Daniel apprête un tiramisu. Et Josée Blanchette nous surprend avec la médecine ayurvédique.
7. Daniel passe chez Amédée, son poissonnier à La poissonnerie du marché Atwater. À la maison, Josée Blanchette nous fait partager sa passion pour le chocolat. Et Daniel Pinard cuisine un saumon au sabayon.
8. Visite à la cidrerie de Michel Jodoin à Rougemont avec Robert Beauchemin et Daniel Pinard. De retour dans sa cuisine, Daniel Pinard nous offre sa tarte tatin et une soupe au cidre. Josée Blanchette révèle divers trucs fort utiles à la maison.
9. Daniel Pinard rend visite à son boucher au marché Atwater. Alain Bélanger étale ses viandes et les coupes d'hier et d'aujourd'hui avec son foie de canard maison. En cuisine, Daniel Pinard et Josée Blanchette nous initient à la trash food et aux frites cuites à l'huile d'olive.
10. Daniel Pinard et Robert Beauchemin sont surpris, au restaurant marocain, par une danseuse du ventre. Isabelle Vincent nous amène chez un boucher marocain qui fait lui-même ses saucisses merguez. Puis, Daniel Pinard concocte un couscous au veau.
11. Daniel Pinard et Robert Beauchemin rencontrent Jérôme Denis, micro-brasseur au Cheval Blanc. Daniel visite la cave de la micro-brasserie. Chez Daniel, Josée di Stasio mijote une soupe à l'oignon à la bière.
12. Daniel Pinard et Robert Beauchemin nous présentent la pâtisserie grecque d'Anestis Karagiannidis et l'usine de pâte Fillo fondée par Dib Lahoud. Josée di Stasio propose un accessoire : le vaporisateur d'huile.
13. Daniel Pinard nous initie au stylisme culinaire au studio de photo de Josée Robitaille. Trois recettes: poulet glacé aux canneberges, carpaccio de thon, sabayon aux fruits. Puis, Daniel rejoint Josée di Stasio et Pierre Renaud, dans la section culinaire, à la librairie Renaud-Bray.
14. Robert Beauchemin parle de thé chez Mark&Spencer. Daniel Pinard chez lui, avec Isabelle Vincent costumé en Camilla Parker Jones, suggère un réveillon. Rost Beef à l'anglaise ou rôti à la française ? Yorkshire pudding ou gratin dauphinois ? Et tarte au citron.
15. Dans les cuisines du restaurant Toqué, le chef Normand Laprise nous reçoit avec un magret de canard. Chez Daniel, desserts rapides à base de crème pour Noël avec Josée di Stasio.
16. Entretien entre Daniel Pinard et Michel Montignac, au salon. On aborde enfin et en profondeur la méthode Montignac pour mieux la démystifier.
17. Daniel Pinard visite une caserne de pompiers. Normand Huneault, pompier, cuisine des plats légers que les pompiers mangent tous les jours. Puis Daniel retrouve Josée di Stasio dans sa cuisine pour une fondue au fromage, puis une autre au chocolat.
18. En vedette : l'œuf. Une émission complète dans la cuisine de Daniel Pinard avec Josée di Stasio. Daniel fait des frisures, une omelette française, une frittata, des œufs mollet, brouillés, pochés, et une surprise… au chalumeau !
19. Daniel Pinard sélectionne divers articles de cuisine à La Soupière, une boutique spécialisée. Puis, Daniel et Robert Beauchemin essaient des robots culinaires en préparant mayonnaise, ailloli, crème de légumes et de champignons, et une salade de céleri rave à la sauce remoulade.
20. Daniel Pinard visite la chocolaterie Les Francs Bourgeois avec Robert Beauchemin. À la maison, Daniel, avec Josée Robitaille, styliste culinaire, prépare un repas pour la St-Valentin : roulé de saumon aux asperges, salade de cailles, truffes.
21. Daniel Pinard rencontre le Dr Goulet qui explique la fermentation du yogourt et du kéfir à l'usine Liberty. Chez lui, Daniel, avec Robert Beauchemin, nous introduit à la cuisine indienne à travers divers plats de légumes au cari et au cumin, le dahl et le célèbre poulet tandouri.
22. Daniel Pinard visite Pierre Bourgault dans son loft. Un traiteur prépare, selon la tradition, divers sushis. De retour chez lui, Daniel, avec Josée di Stasio, nous apprend comment apprêter le gingembre en salade, en marinade et en thé.
23. Nous visitons CLIC, une conserverie connue pour ses légumineuses. Le contrôleur de qualité et le propriétaire, M. Assaad Abdelnour, préparent une salade de fèves. Puis Daniel, chez lui, nous entretient d'une recherche sur les mauvais sucres que l'on trouve dans les 4 P : patates, pates, pains, pâtisseries.
24. Daniel Pinard visite le restaurant végétarien Le Commensal. Chez lui, avec Josée di Stasio, il apprête la polenta au gorgonzola, à la sauce putanesca, et avec des œufs mollets et saumon. Suivent une salade roquette au vinaigre balsamique et une salade de cresson et endives au bleu.
25. Au magasin La Baie centre-ville, département des articles de cuisine, Daniel Pinard évalue divers robots culinaires. Chez lui, il commente le robot Boulanger, une machine à pain. Puis Josée du Stasio fait la différence entre bruschetta et crostinis au four. Le tout se termine sur une tapenade d'olive.
26. À la table champêtre La Conclusion à Ste-Anne des Plaines, Daniel Pinard et Chantale Fournier, la copropriétaire, nous apprennent à désosser le lapin, puis cuisinent une aumônière de foie de lapin à la crème, un lapin farci aux abricots, du poulet pané à la chapelure maison, et un flan au sirop d'érable.

### Deuxième saison (1999-2000)
1. Visite au Marché Jean-Talon. En plein quartier italien de Montréal avec Josée di Stasio. Rencontre des producteurs maraîchers au moment où les récoltes sont les plus abondantes. En cuisine, chez Daniel Pinard, les primeurs du marché.
2. La poissonnerie Tataris. On découvre la poissonnerie Tataris, une poissonnerie exotique qui fournit les principaux restaurateurs de Montréal. En cuisine, avec Josée di Stasio, Daniel prépare: filet de morue poché, thon grillé et une sauce marinara rapide.
3. Excursion à Milan, près du Mont Mégantic. À la Meunerie milanaise, on apprend comment se moud le grain et la fabrication de pâtes. À la maison avec Josée di Stasio, on cuisine des repas minutes à base de pâtes.
4. St-André de Kamouraska. À St-André de Kamouraska, on cuisine quelques plats avec Josée Robitaille. Visite de l'auberge La Solaillerie où elle travaille. Puis, on découvre la Boucanerie où Marius fume esturgeon, saumon, truite et moules.
5. Glaces et sorbets. On se rend dans une fabrique de glaces, puis à la boutique Le Bilboquet à Outremont où on les déguste… À la maison, avec Josée di Stasio: la slush, granités, sorbets maison… bombes ?
6. L'Échoppe de fromage. À St-Lambert, un fromager nous fait découvrir des fromages rares. À la maison, avec Josée di Stasio: les chips de parmesan, le fromage en pâte feuilletée et phyllo, puis les vinaigres balsamiques dont une salade de fruits au vinaigre.
7. Le Pita. À l'usine Andalos, on assiste à la fabrication du pita. À la maison, avec Josée di Stasio, on prépare salades, hummus, pois chiche et pita grillé.
8. La Production des œufs. On se rend à Ste-Claire de Bellechasse où nous passons du poussin… à l'œuf mis en boîte. Chez Daniel, avec Josée di Stasio: bouillon de poulet, brick à l'œuf et soufflé… moins compliqué à faire qu'on le pense !
9. La Queue de cochon. À la charcuterie artisanale La Queue de cochon, on prépare le boudin avec le propriétaire. Chez Daniel, avec Josée di Stasio, on cuisine 3 plats de saucisses et une terrine paysanne.
10. Fromage au lait cru. À St-Basile de Portneuf sur la ferme Piluma, nous fabriquons le fromage de lait cru Lechevallier-Mailloux avec Luc Mailloux et Sarah Tristan et… Daniel Pinard.
11. Le Saumon. Dans l'arrière-boutique de SAUM-MOM, Daniel prépare un pavé de saumon. À la maison, Daniel marine le saumon puis le fume directement sur la cuisinière et l'accompagne de lentilles.
12. Le Citron. Chez Daniel Pinard, on apprend ce que sont les tajines et on prépare le citron de l'entrée au digestif : citrons confits, osso bucco, tajine poulet et oignons, tarte au citron à la française. Et surprises glacées à l'alcool !
13. Le Canard. On se rend à Knowlton visiter l'élevage des canards du lac Brome. À la maison, nous cuisinons le canard rôti avec une variation de sauces: ananas, griotte, orange, marmelade d'oignons et de canneberges.
14. Restaurant L'Eau à la bouche. On rencontre Pierre Audet et Anne Desjardins du restaurant L'Eau à la bouche à Ste-Adèle. Anne prépare des recettes de son cru dont les pétoncles du Golfe St-Laurent. Invité : François Brouillard, coureur des bois végétarien : tête de violon, champignons, baies et fleurs sauvages.
15. Le Sucre. Avec le Dr Jean-Pierre Després, de la chaire en nutrition humaine à l’Université Laval, nous discutons de l’effet du sucre sur l’obésité. Daniel propose des pâtes alfredo, carbonara et vongole, et un petit test.
16. Légumes surgelés. À Bedford, on passe de la récolte des petits pois à l'usine de congélation Artic Gardens. En cuisine, avec Daniel : soupe aux pois, purée de petits pois et brochette de pétoncles à la sauce avgolimone.
17. L'huile Orphée. La maison Orphée à Québec avec Elaine et Florent Bélanger; une entreprise familiale qui presse à froid les graines de lin, canola et sésame. Daniel suggère des marinade d'olives et des fougasses.
18. Le Portugal. À la SAQ, on apprend comment choisir son porto avec Michel Phaneuf. Et Daniel cuisine avec le chef Manuel Martins du restaurant Vintage : calmars grillés et farcis, cochon de lait…
19. Le Chocolat. Découverte de la chocolaterie artisanale de Hubert et Janine Heyez à St-Bruno. Chez Daniel, Josée fabrique des petits rochers dorés aux amandes et Daniel confectionne un pavé au chocolat.
20. Les Tomates. Visite de la serre Savoura, une serre de tomates en vigne de culture hydroponique. À la cuisine, pâtes à la sauce tomate crue, diverses salades de tomates et… un payard de poulet.
21. La Fromagerie Tournevent. Dans les Bois-Francs, à la fromagerie Le tournevent, on passe de la chèvrerie à la laiterie. À la maison, on apprête le fromage de chèvre en labné hongrois, tzatsiki, falafel et en… tarte au fromage blanc.
22. La Table champêtre La Rabouillère. À St-Valérien de Milton, Pierre Pilon, ancien vétérinaire, nous fait vivre sa passion pour les animaux dont les pigeons. À sa table champêtre, on cuisine un pigeonneau et un confit de canard.
23. Le Thé. Rencontre avec Didier Saada, maître de thé. Avec Josée et Daniel, on apprend à faire des œufs marbrés, cuire le homard et le rôti de porc accompagné de pommes sautées… au thé !
24. Le Traiteur. Nous assistons aux étapes d'un traiteur : des bouchées vite faites avec Denise Cornellier, aux rouleaux de printemps préparés par son chef, et son fournisseur qui présente des produits du terroir québécois.
25. La Boulangerie Niemand. À Kamouraska, visite de la boulangerie artisanale Niemand. En cuisine, paëlla valencienne au poulet et au lapin.
26. Saveurs du Québec. Quatre chefs issus du livre Saveurs du Québec nous proposent un menu gastronomique.

## Prix et distinctions
- 2000 : prix Gémeaux de la meilleure émission ou série de services[1].